# Anchoa analis
Anchoa analis is een  straalvinnige vissensoort uit de familie van ansjovissen (Engraulidae). De wetenschappelijke naam van de soort is voor het eerst geldig gepubliceerd in 1945 door Miller.
De soort staat op de Rode Lijst van de IUCN als Onzeker, beoordelingsjaar 2008.